# Michał (Dandár)
Michał, imię świeckie Michal Dandár (ur. 9 stycznia 1947 we wsi Zemplínske Hradište, powiat Trebišov) – czeski biskup prawosławny, pochodzący ze Słowacji.

## Życiorys
W 1963 r. rozpoczął studia na Wydziale Teologii Prawosławnej Uniwersytetu Preszowskiego w Preszowie, które od 1965 r. kontynuował w Leningradzkiej Akademii Duchownej, uzyskując w 1969 r. stopień kandydata nauk teologicznych. 21 maja 1971 r. został przez metropolitę leningradzkiego i ładoskiego Nikodema wyświęcony na diakona, a następnego dnia – na prezbitera. W latach 1971–1980 pełnił posługę w parafii w Dreźnie (w eparchii berlińskiej i lipskiej Rosyjskiego Kościoła Prawosławnego). W tym okresie (1974) studiował germanistykę w Instytucie Herdera w Radebeul.
W 1980 r. wrócił do Czechosłowacji; w tym samym roku otrzymał godność protojereja. Pracował w parafii w Preszowie, a następnie został przeniesiony do Pragi, gdzie stanął na czele dekanatu praskiego i środkowoczeskiego eparchii praskiej. W latach 1989–1990 ponownie studiował germanistykę oraz bibliografię Marcina Lutra w Erlangen. Od 1990 r. był dyrektorem i wykładowcą Szkoły Teologicznej im. Świętych Cyryla i Metodego w Pradze; funkcje te pełnił przez 6 lat. W 1992 r. został nagrodzony mitrą, a 5 lat później otrzymał godność protoprezbitera. W latach 1997–2000 był asystentem Wydziału Teologii Husyckiej Uniwersytetu Karola w Pradze, gdzie wykładał liturgikę prawosławną. W tym czasie (1998) obronił dysertację doktorską na Uniwersytecie Preszowskim, uzyskując tytuł doktora filozofii.
W latach 2000–2004 przebywał w Moskwie, jako przedstawiciel Kościoła Prawosławnego Czech i Słowacji przy Patriarchacie Moskiewskim. Tam też 15 lipca 2004 r. złożył wieczyste śluby mnisze. W latach 2004–2007 stał na czele archidekanatu bratysławskiego i zachodniosłowackiego eparchii preszowskiej. Następnie (w latach 2007–2014) pracował w parafii w Schweinfurcie (eparchia berlińska i niemiecka Rosyjskiego Kościoła Prawosławnego); w tym czasie (24 maja 2010 r.) został przez arcybiskupa berlińskiego i niemieckiego Teofana podniesiony do godności ihumena. Od 2014 r. niósł posługę w parafiach prawosławnych w Pradze. W związku z nominacją na biskupa praskiego (22 listopada 2014 r.), otrzymał 1 marca 2015 r. godność archimandryty.
Chirotonia odbyła się 14 marca 2015 r. w soborze Świętych Cyryla i Metodego w Pradze, pod przewodnictwem metropolity ziem czeskich i Słowacji Rościsława. Tego samego dnia biskup Michał został intronizowany, a także otrzymał godność arcybiskupa.
W dniach 12–16 maja 2016 r. złożył oficjalną wizytę patriarsze konstantynopolitańskiemu Bartłomiejowi I. W czerwcu tego samego roku był członkiem delegacji Kościoła Prawosławnego Czech i Słowacji na Święty i Wielki Sobór Kościoła Prawosławnego.